# Janja
Janja (v srbské cyrilici Јања) je řeka v Bosně a Hercegovině. Dlouhá je 53 km.
Řeka je levým přítokem Driny. Pramení východně od města Tuzla, nedaleko od vesnice Seljublja, na severním svahu pohoří Majevica v nadmořské výšce 670 m n. m. Poté teče cca 10 km v horském údolí, které směruje z jihozápadu na severovýchod směrem k vesnici Priboj. Jediným větším sídlem, kterým Janja protéká, je město Ugljevik. V něm byla řeka regulována a její tok byl napřímen; především byl přeložen západně od města, kde řeka protéká vedle tepelné elektrárny. Za ním směrem dále na východ meandruje v rovinaté krajině regionu Semberija. V blízkosti vesnice stejného názvu se vlévá do řeky Driny. Její koryto se nachází především na území opštiny Ugljevik v Republice srbské.